# Belle et Sebastien
Belle et Sebastien (名犬ジョリィ?, Meiken Jorii, "Jolie il cane fedele"), successivamente reintitolata Belle e Sebastien, è una serie televisiva anime creata dalla MK Company nel 1981 e mandata in onda in Giappone dall'emittente NHK. In Italia è stata trasmessa per la prima volta a partire dall'aprile del 1981 su Italia 1 (all'epoca ancora come Antenna Nord).
La storia è basata su Belle e Sebastien, una raccolta di racconti dell'autrice francese Cécile Aubry. Alcuni membri dello staff della serie, come il character designer Shūichi Seki, lavoravano contemporaneamente al World Masterpiece Theater, rendendo così l'anime similare nell'impianto grafico e narrativo ad una di queste produzioni, pur non essendo la Nippon Animation coinvolta nel progetto.

## Trama
La vicenda è ambientata alla metà del XX secolo: in un paesino francese di alta montagna posto sulle pendici dei monti Pirenei, proprio a ridosso del confine con la Spagna, un bambino di sette anni di nome Sébastien vive assieme al nonno adottivo e accudito dalla nipote di lui. Il piccolo non ha molti amici e viene tenuto a distanza in quanto, non avendo la madre e non frequentando le scuole, è spesso preso crudelmente in giro dagli altri ragazzini.
Un giorno Sébastien incontra un enorme cane da montagna dei Pirenei bianco accusato ingiustamente di terribili misfatti e che tutti gli abitanti del villaggio mostrano di temere, pertanto cercano di catturarlo. Il cane, che si rivela essere una femmina, verrà chiamato Belle (Jolie nella versione originale dell'anime) dal bambino e diventerà subito il suo migliore amico.
Per salvare il cane pastore da un ingiusto destino di morte, Sébastien lascerà la sua famiglia adottiva ed inizierà un lungo viaggio verso la Spagna in compagnia di Belle e dell'altro suo cagnolino Pucci; vivrà quindi numerose avventure nascondendosi dalla polizia, alla ricerca della madre da lungo tempo perduta, sicuro del fatto che sia ancora viva.
I due amici dovranno via via vedersela con tutta una serie di tipi poco raccomandabili, imbroglioni e ladri, che tenteranno di far loro del male e di rubare il grande cane al bambino con l'intento di rivenderlo o per altri loschi scopi. Ma conosceranno altresì lungo il cammino anche una varietà di buone persone che sinceramente cercheranno d'aiutarli.

## Personaggi
Sebastien (セバスチャン?, Sebasuchan)
Doppiato da: Noriko Ohara (ed. giapponese), Massimiliano Manfredi (ed. italiana)
Protagonista della serie, un bambino di sette anni ingenuo e generoso; da quando è nato ha sempre vissuto assieme al nonno adottivo Caesar. È diventato inseparabile amico di Belle e insieme a lei, per sfuggire dalla polizia che la insegue, oltrepassa il confine con la Spagna per andar alla ricerca della mamma, che sembra scomparsa da tanti anni. Quando la ritrova e Belle viene dichiarata innocente, si fidanzerà con Lena ed andrà volentieri a scuola, tornando a casa in Francia.
Belle (ジョリィ?, Joryi, 'Jolie nell'edizione giapponese)
Un grosso cane (Patou) femmina bianco e coraggioso, che però, dopo essere scappato dal canile nella prima puntata, viene temuto dalla gente che crede che sia il "Diavolo Bianco"; difatti i suoi tentativi di aiutare chi ha bisogno vengono quasi sempre fraintesi. Solo alla fine della serie tutti finalmente capiranno che Belle non è affatto pericolosa.
Pucci (プッチー?, Putchī, Poochie nell'edizione giapponese)
È il cucciolo di cane che corre sempre attorno a Sebastien, suo primo amico, abbaiando a più non posso; sta spesso nella tasca della sua giacchetta. Come cucciolo di cane di piccola taglia è minuscolo di fronte a Belle, ma lei lo difende sempre.
Isabel (イザベル?, Izaberu)
Doppiata da: Mie Hama (ed. giapponese), Franca De Stradis (ed. italiana)
Madre di Sebastien appartenente al popolo degli zingari. Membro d'un gruppo d'artisti ambulanti proveniente da Marsiglia, ha dovuto abbandonare Sebastien ancora in fasce; ha difatti infranto il loro codice d'onore sposando un italiano (morto poco prima della nascita del bambino). Ha promesso a Caesar di tornar un giorno a riprenderselo.
Caesar (セザル?, Sezaru)
Doppiato da: Ichirō Nagai (ed. giapponese), Sandro Pellegrini (ed. italiana)
Anziano contadino umile e di buon cuore, ha preso con sé Sebastien fin da quando era neonato, prendendosene cura e comportandosi con lui come un vero nonno.
Angelina (アンジェリーナ?, Anjerīna)
Doppiata da: Keiko Yokozawa (ed. giapponese), Laura Boccanera (ed. italiana)
La vera nipote di Caesar, ma più grande di Sebastien, di almeno 11 anni: suo nonno allevò lei e Jean da neonati, dopo che il loro padre e la loro madre (figlia di Caesar) morirono; lei diventa una sorta di madre adottiva di Sebastien, anche se per età risulta esser più una sorella maggiore. Si prende cura del piccolo sgridandolo quando è necessario; è iperprotettiva e all'apparenza un po' severa. Ha un debole nei confronti del bel dottor Guillaume.
Guillaume (ギオム?, Giomu, Ghion nell'edizione giapponese)
Doppiato da: Kaneto Shiozawa (ed. giapponese), Mauro Bosco (ed. italiana)
Il bello e giovane medico del paese francese di Caesar, in cordiali rapporti con Sebastien. Molto gentile con tutti i suoi pazienti, starà dalla parte di Sebastien in Francia, aiutando Belle. Alla fine della storia si innamorerà di Angelina e la sposerà.
Jean (ジャン?, Jan)
Doppiato da: Tōru Furuya (ed. giapponese), Massimo Rossi (1ª voce), Luciano Marchitiello (2ª voce) (italiano).
Fa il soldato, è fratello di Angelina, nipote di Caesar e amico di Sebastien.
Mendoza (メンドーサ?, Mendōsa)
Doppiato da: Masao Imanishi (ed. giapponese), Gabriele Carrara (ed. italiana)
È un ladro molto furbo, sempre in coppia con Munoz. Alla fine della storia si dimostrerà di animo generoso e gentile (ep.5-6; 12; 39).
Munoz (ムーニョ?, Mūnyo)
Doppiato da: Eken Mine (ed. giapponese), Giorgio Lopez (ed. italiana)
È un altro ladro, sempre in compagnia di Mendoza e suo complice; ha l'abitudine di ripetere in continuazione ciò che l'altro dice. È piuttosto stupido e viene spesso trattato male dal suo compagno.
Garcia (ガルシア?, Garushia)
Doppiato da: Mahito Tsujimura (ed. giapponese), ? (ed. italiana)
Ufficiale di polizia al primo paese oltre frontiera a cui giunge Sebastien, lo stesso in cui abita anche Lena; vuole a tutti i costi tentare di catturare Belle. Di costituzione robusta, è un gran fanfarone (ep. 6-9).
Martin (マルティン?, Marutin)
Doppiato da: Takashi Tsumura (ed. giapponese), ? (ed. italiana)
Il sergente aiutante di Garcia.
Mingo
Doppiato da: ? (ed. giapponese), ? (ed. italiana)
Un poliziotto di origine zingara, cattura Belle ma poi aiuta Sebastien a liberarla.
Lena (レナ?, Rena)
Doppiata da: Yōko Asagami (ed. giapponese), Cinzia De Carolis (ed. italiana)
È una ragazzina spagnola carina e simpatica, inizialmente malaticcia, che Sebastien incontra nel suo cammino; riapparirà più volte lungo il corso della storia per aiutarlo. Figlia di un uomo molto ricco, nonché erede della sua attività imprenditoriale, diventerà la fidanzatina di Sebastien (ep.6-9; 18).
Josè Albert (アルベルト?, Aruberuto, Alberto nell'edizione giapponese)
Doppiato da: Teiji Ōmiya (ed. giapponese), Mauro Bosco (ed. italiana)
Il padre vedovo di Lena, ricco imprenditore ed avvocato spagnolo. Tra lui e la madre di Sebastien nasce, nelle ultime puntate, un'amicizia che potrebbe sfociare in qualcosa di più.
Dottor Carlos (医者カルロス?, Isha Karurosu)
Doppiato da: Yasuo Muramatsu (ed. giapponese), Riccardo Garrone (ed. italiana)
Il medico curante di Lena, un signore di grossa stazza.
Cortes (コルテス?, Korutesu)
Doppiato da: Ryūji Saikachi (ed. giapponese), Armando Bandini (ed. italiana)
È un anziano saggio e piuttosto simpatico, che Sebastien incontra poco dopo aver attraversato il confine. Ha la casa stracolma di strani marchingegni, tutti di sua invenzione (ep.10-12).
Juan (相棒?, Aibō, semplicemente Compagno nell'edizione giapponese)
Doppiato da: Kiyonobu Suzuki (ed. giapponese), Fabrizio Mazzotta (ed. italiana)
Il ragazzino che aiuta alla fattoria di nonno Cortes come pastore di pecore.
Adolfo (アドルフォ?, Adorufo) e Lisa (リサ?, Risa)
Doppiati da: Masako Sugaya (Adolfo) e Yūko Mita (Lisa) (ed. giapponese), ? (Adolfo) e ? (Lisa) (ed. italiana)
Due bambini di ricca famiglia con cui Sebastien fa amicizia nella prima grande città che attraversa (ep.13-14).
Riccardo
Doppiato da: ? (ed. giapponese), ? (ed. italiana)
Un ragazzetto conosciuto da Sebastien all'interno di un vecchio castello (ep.19-20).
Ramon (ラモー?, Ramō)
Doppiato da: Shigezō Sasaoka (ed. giapponese), ? (ed. italiana)
Il magistrato d'una grande città incontrato da Sebastien in circostanze alquanto insolite ed inizialmente creduto dal bambino, a causa del suo aspetto poco rassicurante, un ladro di bambini (ep.21-23).
Diego
Doppiato da: ? (ed. giapponese), ? (ed. italiana)
Un vecchio prestigiatore imbroglione (ep.24-25).
Don Carlos
Doppiato da: ? (ed. giapponese), ? (ed. italiana)
Il capo della compagnia circense in cui lavora Isabel.
Pedro l'orfano
Doppiato da: ? (ed. giapponese), ? (ed. italiana)
Ragazzino che ha perduto i genitori per colpa d'un cane rabbioso (ep.27-28).
Pedro l'acrobata
Doppiato da: ? (ed. giapponese), ? (ed. italiana)
Bambino discolo figlio di un collega di Isabel (ep.32).
Demon
Doppiato da: ? (ed. giapponese), ? (ed. italiana)
Un uomo dallo sguardo cattivo che afferma esser l'antico istruttore di Belle e cerca quindi d'impossessarsene (ep.33-34). È fermamente convinto che "l'obbedienza assoluta rappresenta la felicità di ogni cane" (ep.33-34).
Ispettore Garcia
Doppiato da: Masato Tsujimura (ed. giapponese), Carlo Allegrini (ed. italiana)
Un altro poliziotto grande e grosso appena tornato dell'Africa in Spagna, in cui Sebastien incappa durante il suo viaggio verso sud, Si vede sempre accompagnato da Martin, suo vicebrigadiere (ep.35-37).
Lori
Doppiato da: ? (ed. giapponese), ? (ed. italiana)
Un giovane poliziotto, assistente autista dell'ispettore.
Rizzo
Doppiato da: ? (ed. giapponese), ? (ed. italiana)
Un truffatore esperto nel furto di cani.
Gabriel (ガウディ?, Gaudi)
Doppiato da: Yuzuru Fujimoto (ed. giapponese), Fabrizio Manfredi (ed. italiana)
Il bambino più simpatico ed esilarante tra gli amici di Sebastien.

## Doppiaggio
| Personaggio        | Doppiatore originale | Doppiatore italiano                                    |
| ------------------ | -------------------- | ------------------------------------------------------ |
| Sebastien          | Noriko Ohara         | Massimiliano Manfredi                                  |
| Nonno Caesar       | Ichirō Nagai         | Sandro Pellegrini                                      |
| Angelina           | Keiko Yokozawa       | Laura Boccanera                                        |
| Lena               | Yōko Asagami         | Cinzia De Carolis                                      |
| Mendoza            | Masao Imanishi       | Gabriele Carrara                                       |
| Munoz              | - non disponibile -  | Giorgio Lopez                                          |
| Ispettore Garcia   | Masato Tsujimura     | Carlo Allegrini                                        |
| Martin             | Takashi Tsumura      | Sergio Luzi                                            |
| Dottor Ghion       | - non disponibile -  | Mauro Bosco                                            |
| Jean               | Tōru Furuya          | Massimo Rossi (1ª voce) Luciano Marchitiello (2ª voce) |
| Gabriel            | Yuzuru Fujimoto      | Fabrizio Manfredi                                      |
| Nonno Cortes       | Ryūji Saikachi       | Armando Bandini                                        |
| Juan               | Kiyonobu Suzuki      | Fabrizio Mazzotta                                      |
| Dottor Carlos      | Yasuo Muramatsu      | Riccardo Garrone                                       |
| Victorin           | - non disponibile -  | Elsa Camarda                                           |
| Abate del convento | - non disponibile -  | Sergio Matteucci                                       |
| Josè Albert        | Teiji Ōmiya          | Mauro Bosco                                            |
| Isabel             | Mie Hama             | Franca De Stradis                                      |
| Narratrice         | Hiroko Suzuki        | - non disponibile -                                    |

## Colonna sonora
Sigle giapponesi
- Hashire Joryi (走れジョリィ? lett. "Corri Jolly") cantata da Mitsuko Horie e dai The Tea Tea Neighbor Children's Chorus (apertura)
- Futari de hanbunko (ふたりで半分こ? lett. "Metà di loro") cantata da Mitsuko Horie, The Mori no Ki Jidou Gasshou Dan e dai The Tea Tea Neighbor Children's Chours (chiusura)

Sigle italiane
- Belle et Sebastien cantata da Fabiana Cantini
- Belle e Sebastien cantata da Cristina D'Avena (dagli anni '90)

La prima sigla italiana, dal titolo Belle et Sebastien, è stata incisa da Fabiana Cantini. La seconda sigla, per le trasmissioni dalla metà degli anni novanta, si intitola Belle e Sebastien ed è cantata da Cristina D'Avena.
Per le trasmissioni del 2016 su Man-ga sono state utilizzate le sigle originali giapponesi.

## Episodi
1. Un amico incompreso
2. Nasce un'amicizia
3. Caccia spietata
4. Fuga oltre il confine
5. Un brutto incontro
6. In prigione!
7. Grazie Lena
8. Promessa al tramonto
9. L'addio a Lena
10. Ladri nella fattoria
11. La dolce Pippi
12. Nonno Cortes
13. Un'avventura in città
14. Un atto di coraggio
15. L'amicizia con uno scassinatore
16. Il mare del nonno
17. Il segreto della nave
18. Giorni indimenticabili
19. Il fantasma del vecchio castello
20. La rivincita del fantasma
21. Il braccio destro del diavolo
22. Fuga disperata
23. Il testimone
24. Un ladro prestigiatore
25. La corsa della speranza
26. La sciarpa
27. Belle tra le fiamme
28. Dopo l'incendio
29. La ferrovia del destino
30. L'evasione
31. Il fiume in piena
32. Il ritratto della mamma
33. La separazione
34. Torna, Belle
35. L'inseguimento
36. Addio Belle
37. Il volo della speranza
38. Una crudele menzogna
39. L'acqua malsana della Sierra Nevada
40. Hanno catturato Belle
41. Belle è condannata
42. Operazione salvataggio
43. Un treno per i Pirenei
44. Il fantastico Carole
45. Festa in maschera
46. La grande scalata
47. In cammino verso casa
48. Bufera tra le rocce
49. Un messaggio disperato
50. La fine della caccia
51. La decisione
52. Il cielo azzurro dei Pirenei